# Filmfestival van San Sebastián 2021
Het 69ste Filmfestival van San Sebastián is een internationaal filmfestival dat zal plaatsvinden in San Sebastián, Spanje van 17 tot en met 25 september 2021.
Op 22 juni werd bekendgemaakt dat het festival vanaf deze editie niet langer prijzen toekennen voor beste actrice en beste acteur, maar deze zal vervangen door een Zilveren Schelp voor beste hoofdrol en een voor de beste bijrol. Het festival lichtte toe dat de verandering plaats maakt voor artiesten die zich niet identificeren als mannelijk of vrouwelijk, en daarnaast voor bijrollen, die meestal niet worden erkend op festivals. De nieuwe regels stellen de jury ook in staat de prijs aan meer dan één artiest in beide categorieën toe te kennen.
Op 19 juli 2021 werden de eerste films bekendgemaakt die waren geselecteerd voor de internationale competitie. Op 30 juli 2021 werden de Spaanse producties bekendgemaakt die te zien zullen zijn op het festival. Op 20 augustus 2021 werden de laatste drie films bekendgemaakt die meedoen aan de internationale competitie, waaronder de openingsfilm Yi miao zhong.
In augustus 2021 werd bekendgemaakt dat Johnny Depp de Donostia-prijs zal ontvangen. De beslissing van het festival leidde al gauw tot controverse, vanwege de beschuldigingen van mishandeling door Johnny Depp van zijn ex-vrouw Amber Heard. Festivaldirecteur José Luis Rebordinos verdedigde de keuze en wees erop dat Johnny Depp niet gearresteerd, aangeklaagd of veroordeeld is. Later die maand werd bekendgemaakt dat ook actrice Marion Cotillard de Donostia-prijs zal ontvangen.
Op 18 augustus 2021 werd bekend dat FIPRESCI de Grand Prix uitreikt aan de film Nomadland van Chloé Zhao. De prijs zal worden uitgereikt op het openingsgala van het festival. Zhao is de tweede vrouw die de prijs ontvangt, nadat Maren Ade deze in 2016 ontving voor de film Toni Erdmann.

## Jury
De internationale jury:
| Naam                                 | Beroep                         | Land              |
| ------------------------------------ | ------------------------------ | ----------------- |
| Dea Kulumbegashvili (juryvoorzitter) | Regisseur en scenarioschrijver | Georgië           |
| Maite Alberdi                        | Regisseur en scenarioschrijver | Chili             |
| Audrey Diwan                         | Regisseur en scenarioschrijver | Libanon Frankrijk |
| Susi Sánchez                         | Actrice                        | Spanje            |
| Ted Hope                             | Filmproducent                  | Verenigde Staten  |

## Officiële selectie

### Binnen de competitie
De volgende films werden geselecteerd voor de internationale competitie. De gearceerde film betreft de winnaar van de Gouden Schelp.
| Film                           | Regisseur               | Land                                   |
| ------------------------------ | ----------------------- | -------------------------------------- |
| La abuela                      | Paco Plaza              | Spanje                                 |
| Arthur Rambo                   | Laurent Cantet          | Frankrijk                              |
| Benediction                    | Terence Davies          | Verenigd Koninkrijk                    |
| El buen patrón                 | Fernando León de Aranoa | Spanje                                 |
| Camila saldrá esta noche       | Inés Barrionuevo        | Argentinië                             |
| Crai Nou                       | Alina Grigore           | Roemenië                               |
| Distancia de rescate           | Claudia Llosa           | Peru, Verenigde Staten, Chili, Spanje  |
| Du som er i himlen             | Tea Lindeburg           | Denemarken                             |
| Earwig                         | Lucile Hadžihalilović   | Verenigd Koninkrijk, Frankrijk, België |
| Enquête sur un scandale d'état | Thierry de Peretti      | Frankrijk                              |
| The Eyes of Tammy Faye         | Michael Showalter       | Verenigde Staten                       |
| Maixabel                       | Isabel Coixet           | Spanje                                 |
| Ping Yuan Shang De Mo Xi       | Ji Zhang                | China                                  |
| Quién lo impide                | Jonás Trueba            | Spanje                                 |
| Vous ne désirez que moi        | Claire Simon            | Frankrijk                              |
| Yi miao zhong                  | Zhang Yimou             | China                                  |

### Buiten de competitie
| Film                        | Regisseur            | Land   |
| --------------------------- | -------------------- | ------ |
| La fortuna                  | Alejandro Amenábar   | Spanje |
| La hija                     | Manuel Martín Cuenca | Spanje |
| Las leyes de la frontera    | Daniel Monzón        | Spanje |
| Rosa Rosae. La Guerra Civil | Carlos Saura         | Spanje |

## Prijzen[10]

### Binnen de competitie
- Gouden Schelp voor beste film: Crai Nou van Alina Grigore
- Speciale Juryprijs: Earwig van Lucile Hadžihalilović
- Zilveren Schelp voor beste regisseur: Tea Lindeburg voor Du som er i himlen
- Zilveren Schelp voor beste hoofdrol: Flora Ofelia Hofmann Lindahl voor Du som er i himlen en Jessica Chastain voor The Eyes of Tammy Faye
- Zilveren Schelp voor beste bijrol: gehele cast voor Quién lo impide
- Juryprijs voor beste camerawerk: Claire Mathon voor Enquête sur un scandale d'état
- Juryprijs voor beste scenario: Terence Davies voor Benediction

### Overige prijzen (selectie)
- Premio Sebastiane:
- Donostia Award: Marion Cotillard en Johnny Depp
- FIPRESCI Grand Prix: Nomadland van Chloé Zhao